# Stanley Dock
Stanley Dock (« quai Stanley ») est un quai sur la rivière Mersey, en Angleterre, qui fait partie du port marchand de Liverpool.
Il est situé dans la région de Vauxhall à Liverpool et fait partie du système de quai nord. Le quai est relié au canal Leeds-Liverpool à l'est et au Collingwood Dock (en) à l'ouest.
Œuvre de Jesse Hartley, il a ouvert le 4 août 1848.

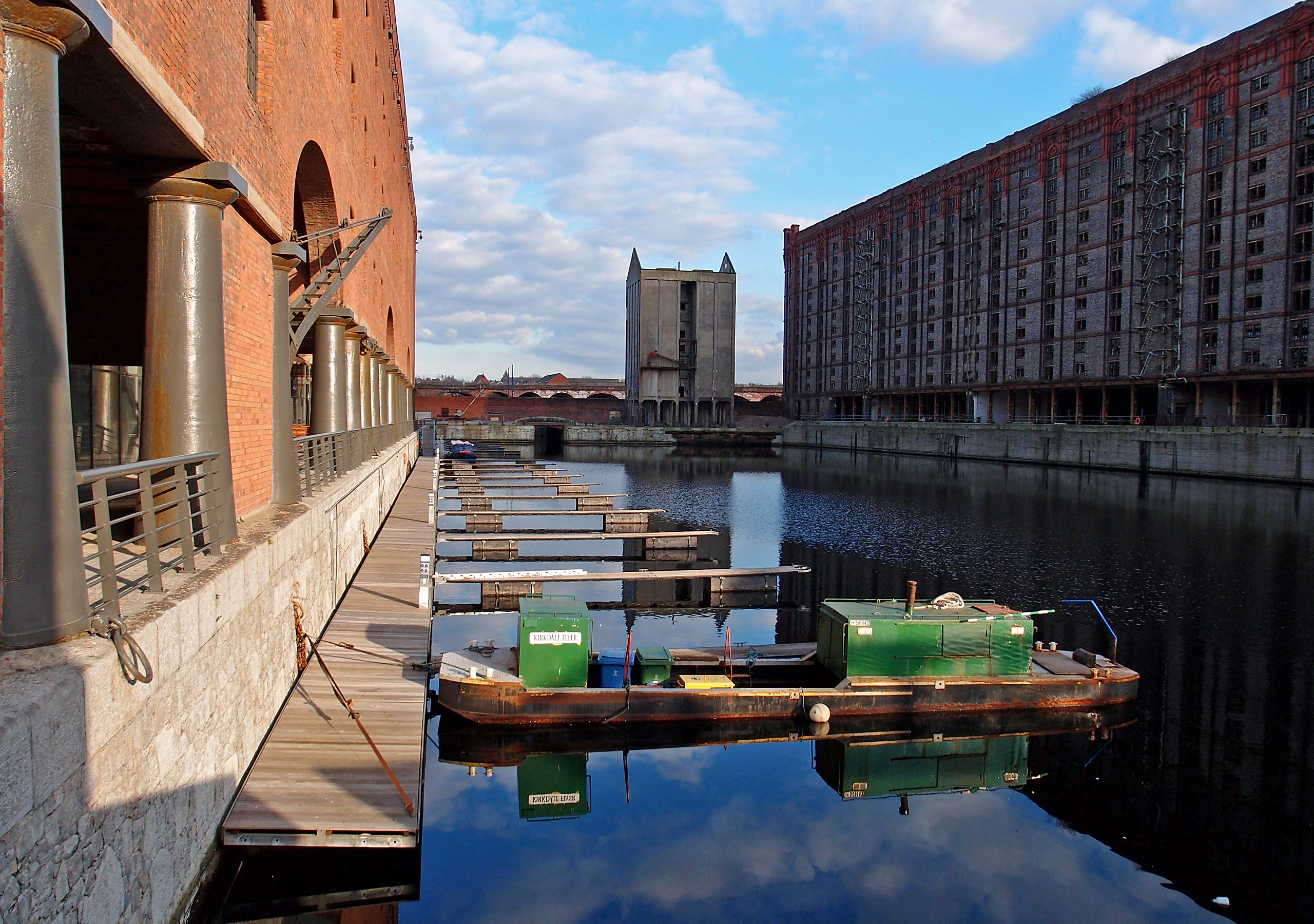
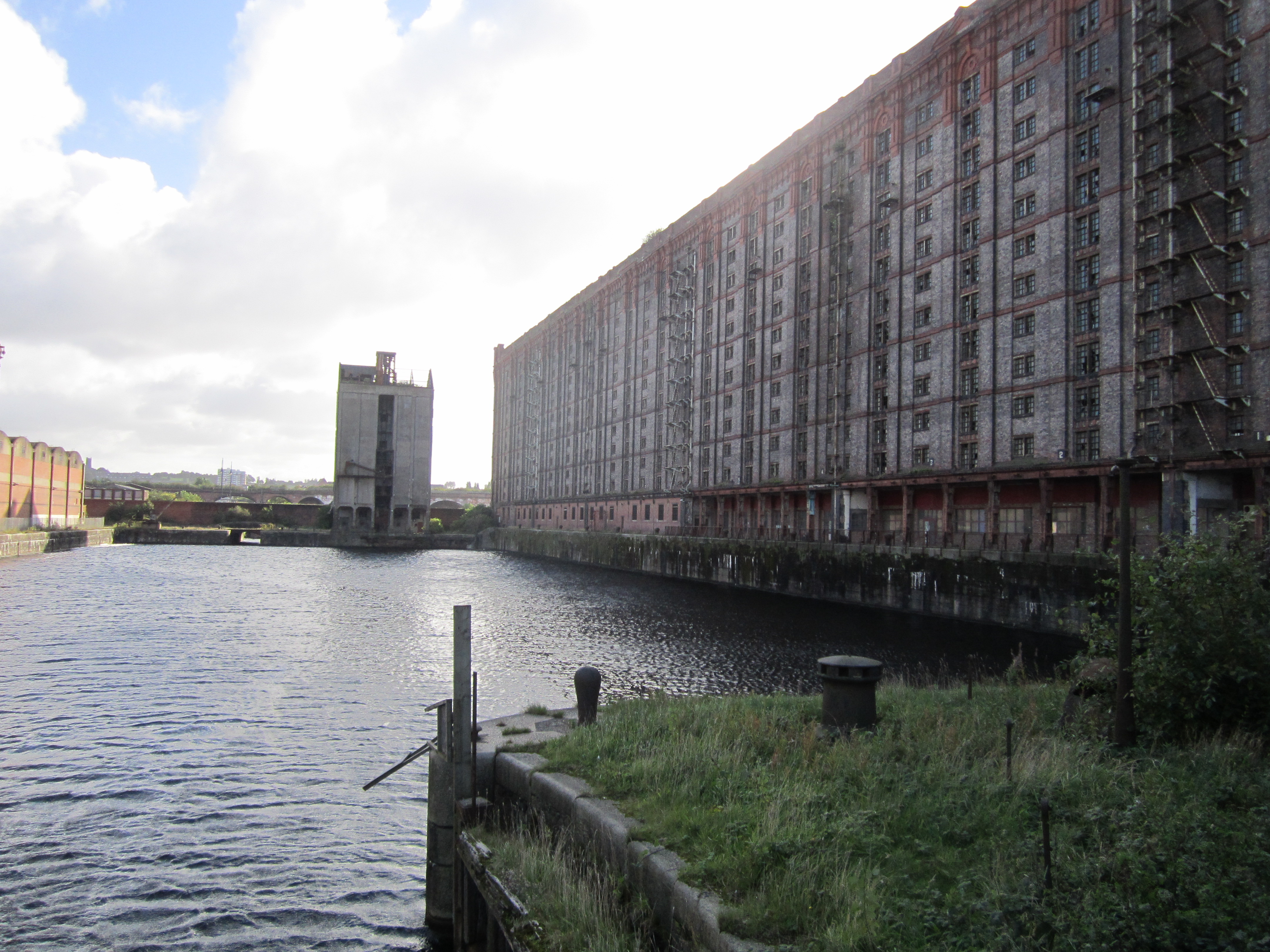
À droite, l'entrepôt de tabac Stanley Dock.
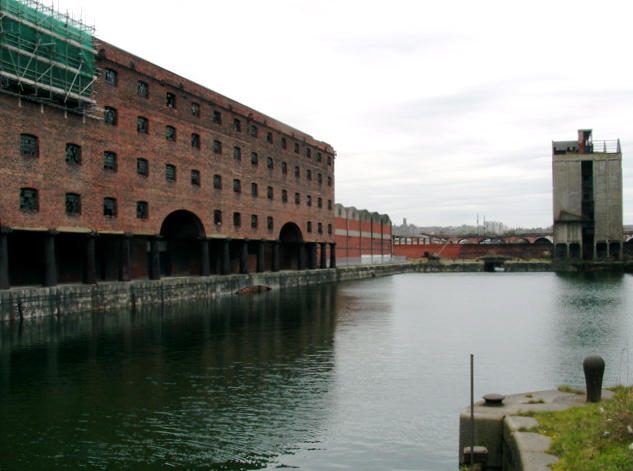
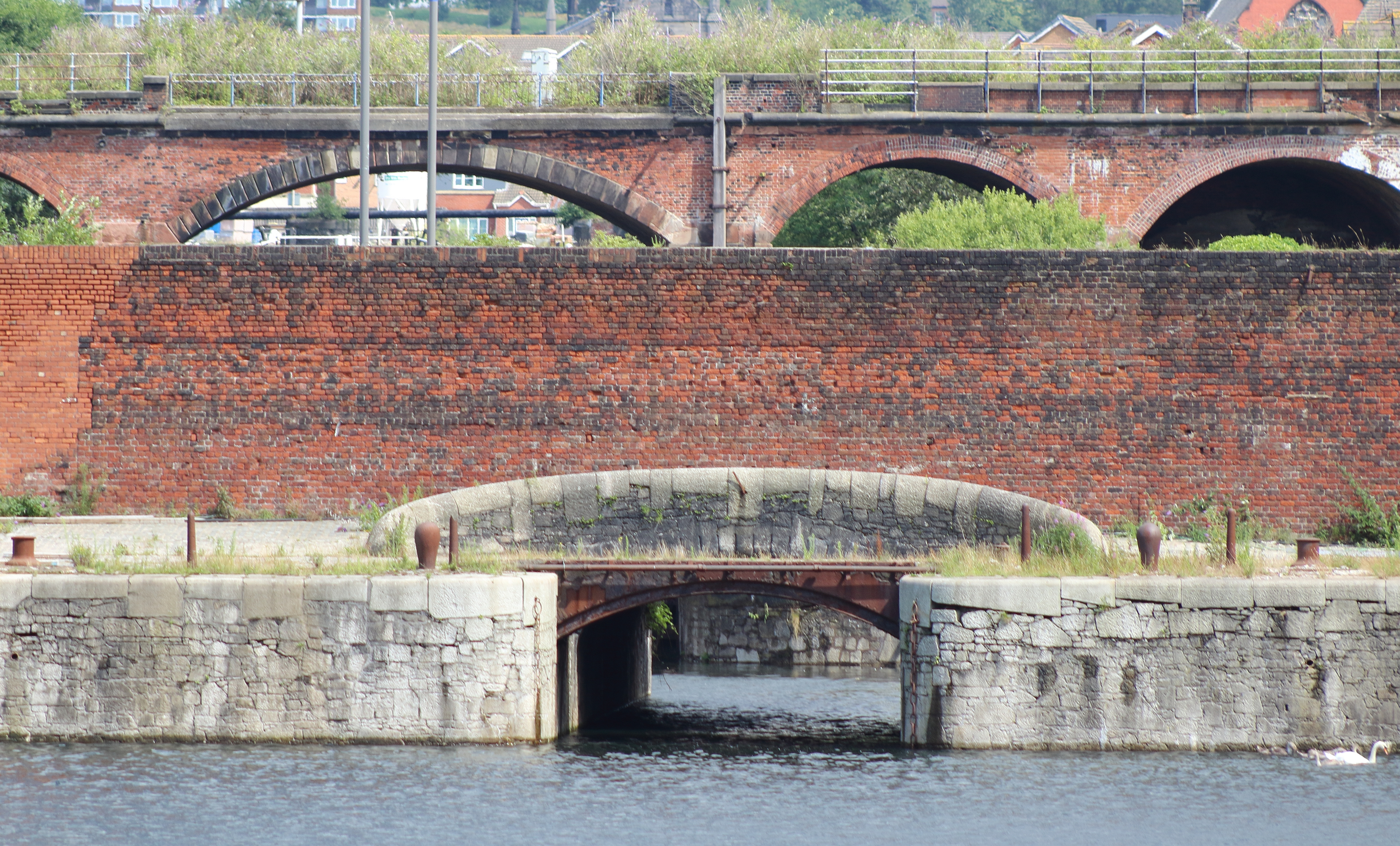
Entrée du canal Leeds-Liverpool depuis Stanley Dock.
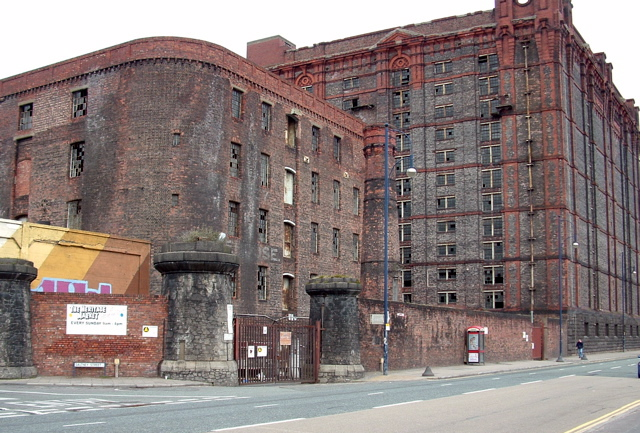
Entrepôts jouxtant Stanley Dock.
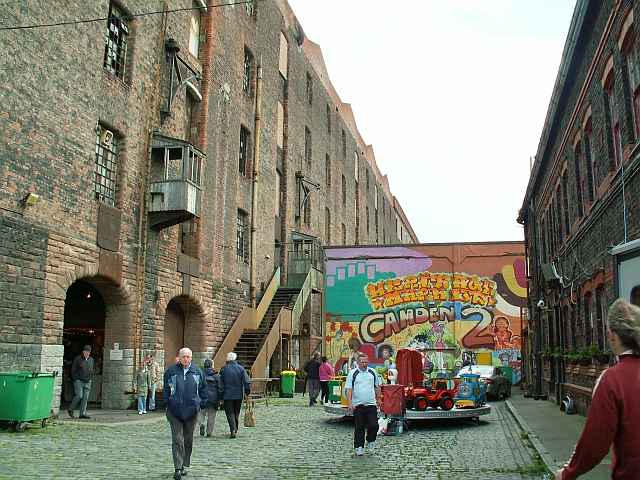
Le Heritage market situé à Stanley Dock.
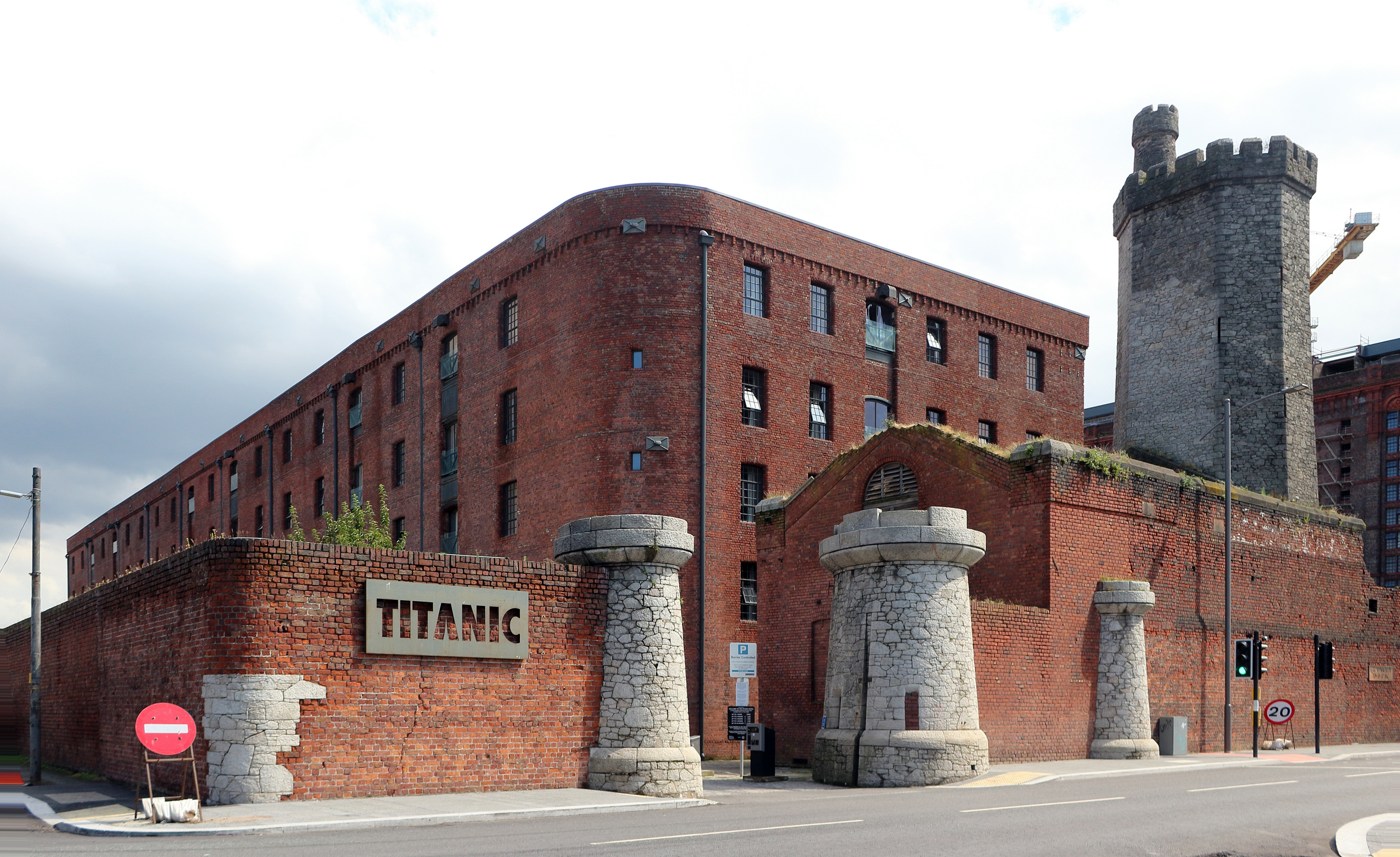
L'entrée de l'hôtel Titanic situé à Stanley Dock.
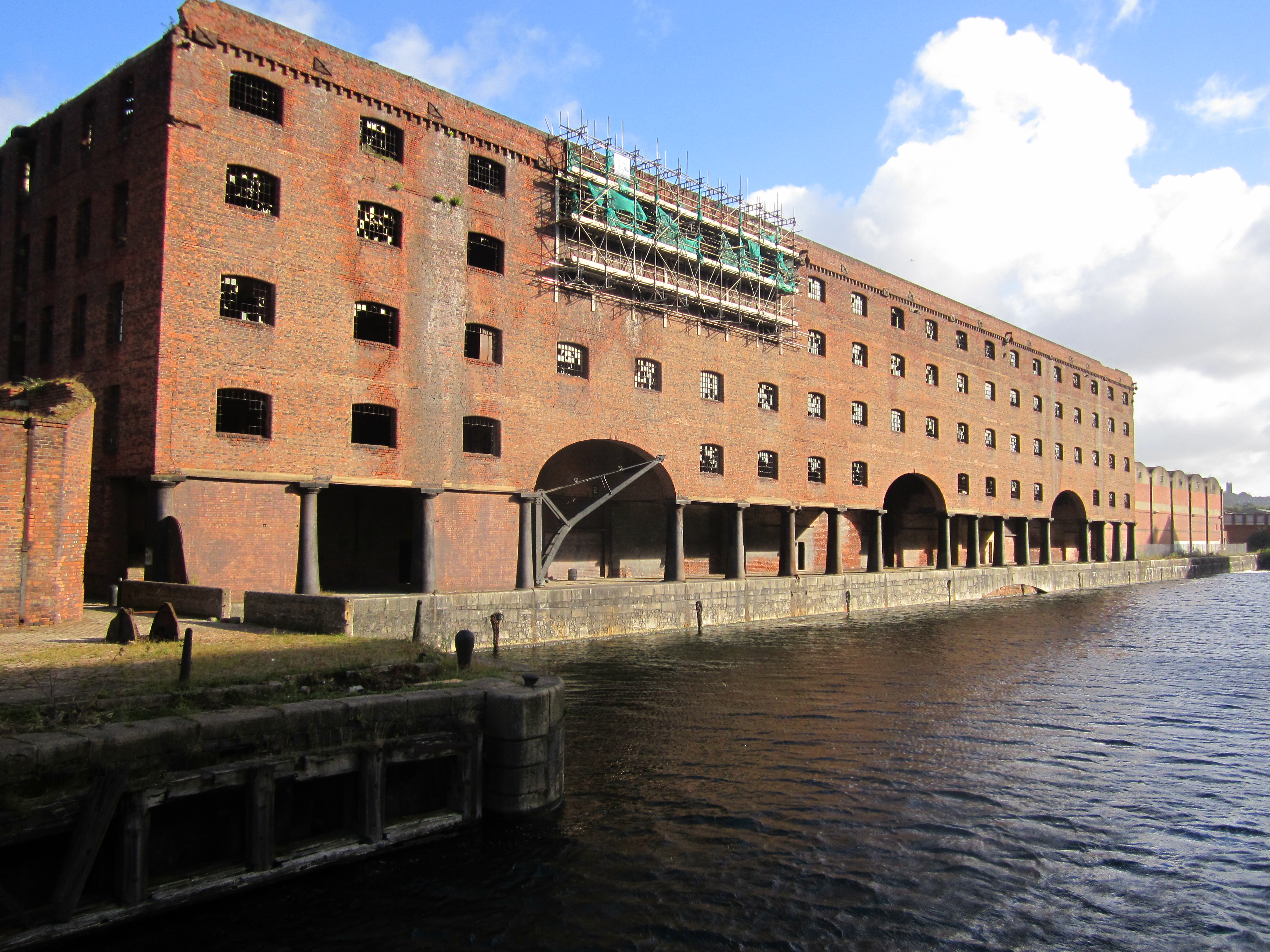
Hôtel Titanic depuis Stanley Dock.
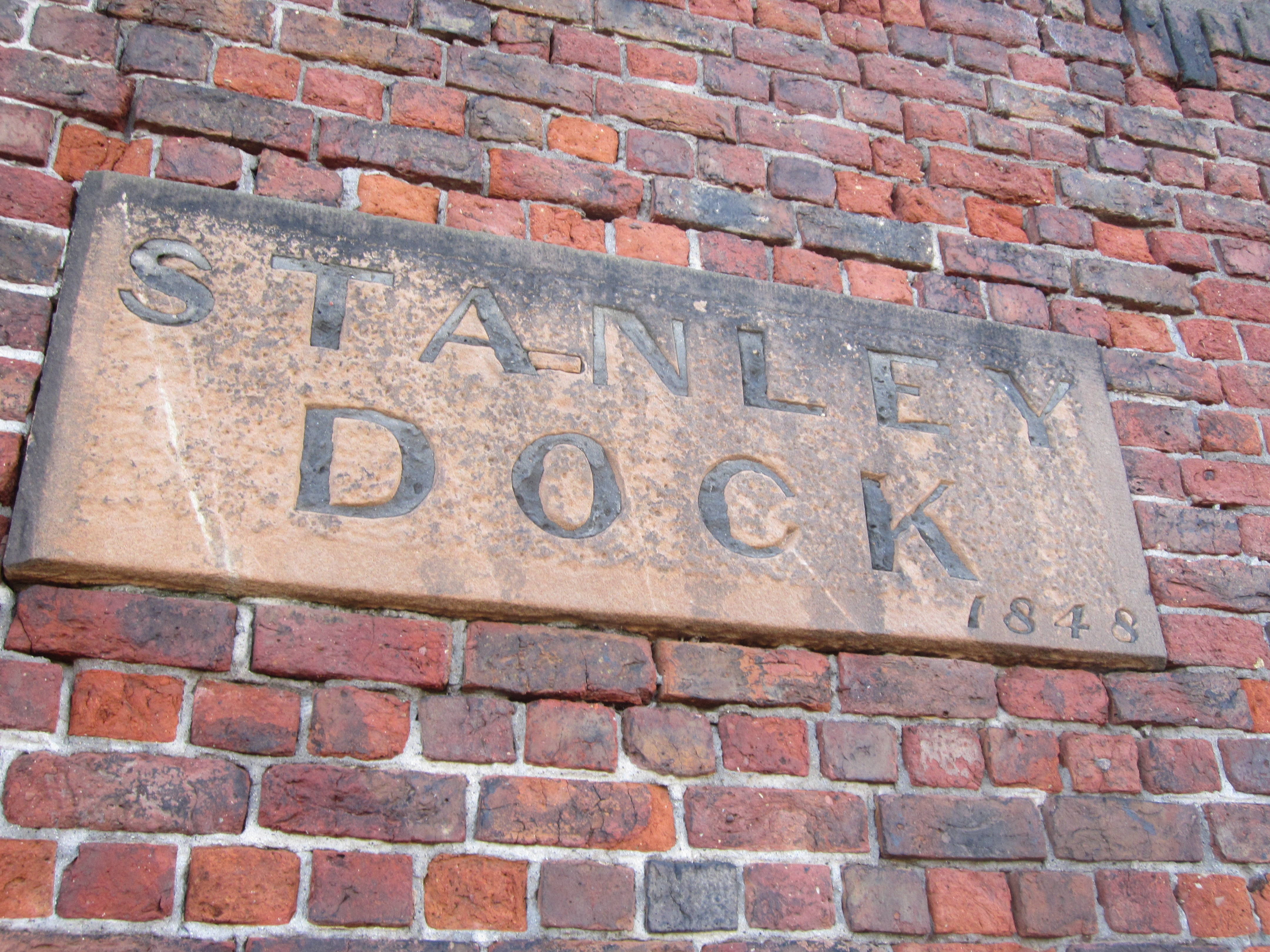
Signe.